# Asticta lutosa
Asticta lutosa là một loài bướm đêm trong họ Erebidae.